# Monthoiron
Monthoiron és un municipi francès situat al departament de la Viena i a la regió de la Nova Aquitània. L'any 2007 tenia 638 habitants.

## Demografia

### Població
El 2007 la població de fet de Monthoiron era de 638 persones. Hi havia 256 famílies de les quals 43 eren unipersonals (13 homes vivint sols i 30 dones vivint soles), 102 parelles sense fills, 90 parelles amb fills i 21 famílies monoparentals amb fills.
La població ha evolucionat segons el següent gràfic:
Habitants censats

### Habitatges
El 2007 hi havia 291 habitatges, 261 eren l'habitatge principal de la família, 21 eren segones residències i 9 estaven desocupats. 283 eren cases i 2 eren apartaments. Dels 261 habitatges principals, 229 estaven ocupats pels seus propietaris, 29 estaven llogats i ocupats pels llogaters i 3 estaven cedits a títol gratuït; 1 tenia una cambra, 5 en tenien dues, 35 en tenien tres, 94 en tenien quatre i 126 en tenien cinc o més. 213 habitatges disposaven pel capbaix d'una plaça de pàrquing. A 85 habitatges hi havia un automòbil i a 162 n'hi havia dos o més.

### Piràmide de població
La piràmide de població per edats i sexe el 2009 era:
| Homes | Edats   | Dones |
| ----- | ------- | ----- |
| 0     | 95 o +  | 0     |
| 0     | 90 a 94 | 8     |
| 0     | 85 a 89 | 4     |
| 4     | 80 a 84 | 0     |
| 4     | 75 a 79 | 8     |
| 12    | 70 a 74 | 16    |
| 16    | 65 a 69 | 16    |
| 16    | 60 a 64 | 16    |
| 8     | 55 a 59 | 12    |
| 40    | 50 a 54 | 24    |
| 32    | 45 a 49 | 28    |
| 28    | 40 a 44 | 32    |
| 8     | 35 a 39 | 12    |
| 20    | 30 a 34 | 20    |
| 16    | 25 a 29 | 8     |
| 28    | 20 a 24 | 12    |
| 36    | 15 a 19 | 24    |
| 4     | 10 a 14 | 20    |
| 20    | 5 a 9   | 8     |
| 8     | 0 a 4   | 12    |

## Economia
El 2007 la població en edat de treballar era de 442 persones, 341 eren actives i 101 eren inactives. De les 341 persones actives 304 estaven ocupades (167 homes i 137 dones) i 36 estaven aturades (17 homes i 19 dones). De les 101 persones inactives 35 estaven jubilades, 29 estaven estudiant i 37 estaven classificades com a «altres inactius».

### Ingressos
El 2009 a Monthoiron hi havia 277 unitats fiscals que integraven 699,5 persones, la mediana anual d'ingressos fiscals per persona era de 18.245 €.

### Activitats econòmiques
Dels 12 establiments que hi havia el 2007, 6 eren d'empreses de construcció, 2 d'empreses de comerç i reparació d'automòbils, 1 d'una empresa de transport, 2 d'empreses d'hostatgeria i restauració i 1 d'una empresa immobiliària.
Dels 6 establiments de servei als particulars que hi havia el 2009, 1 era un guixaire pintor, 4 fusteries i 1 restaurant.
L'únic establiment comercial que hi havia el 2009 era una floristeria.
L'any 2000 a Monthoiron hi havia 12 explotacions agrícoles.

## Equipaments sanitaris i escolars
El 2009 hi havia una escola elemental integrada dins d'un grup escolar amb les comunes properes formant una escola dispersa.

## Poblacions més properes
El següent diagrama mostra les poblacions més properes.